# Liste von Söhnen und Töchtern der Stadt Teresina
Die Liste von Söhnen und Töchtern der Stadt Teresina zählt Personen auf, die in der brasilianischen Stadt Teresina, Hauptstadt des Bundesstaates Piauí, geboren wurden. Die Liste erhebt keinen Anspruch auf Vollständigkeit.

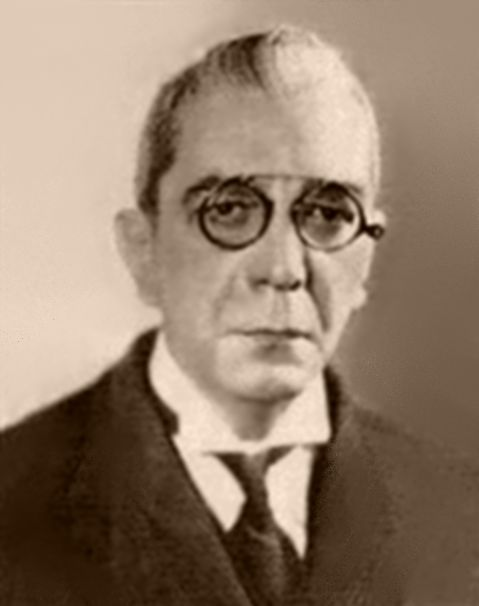
Félix Pacheco

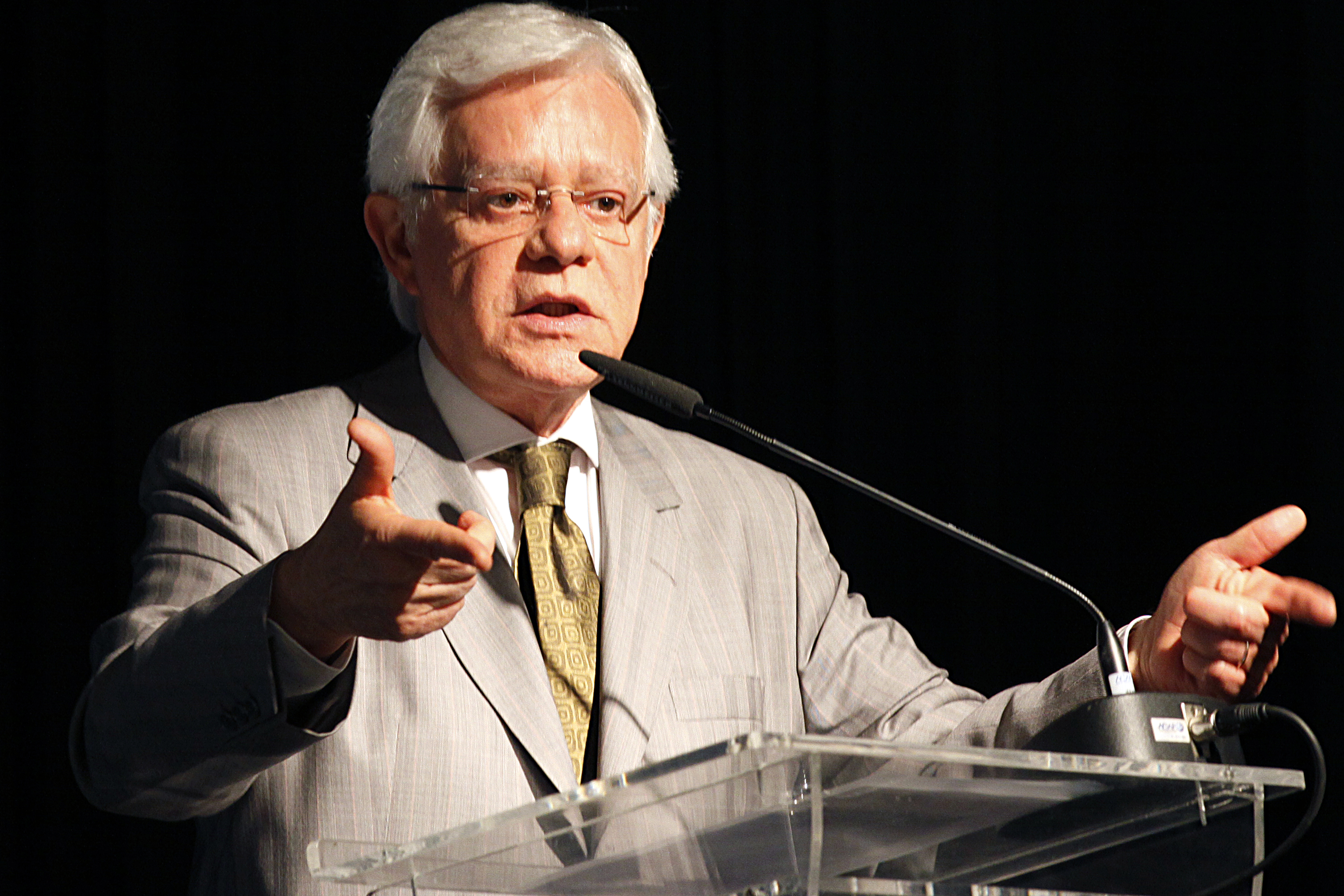
Moreira Franco (2011)

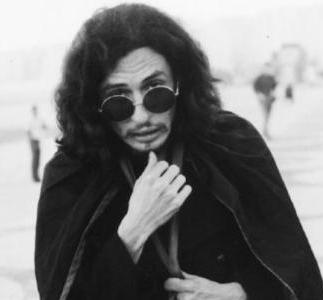
Torquato Neto in Nosferatu Brasileiro (1971)

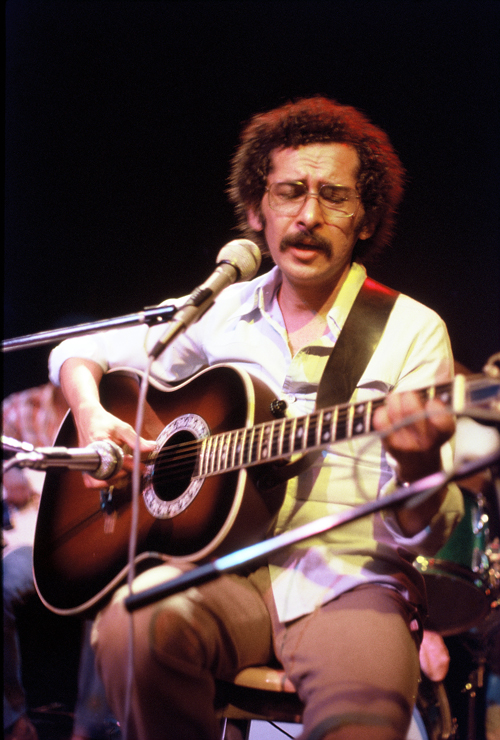
Clésio de Sousa Ferreira

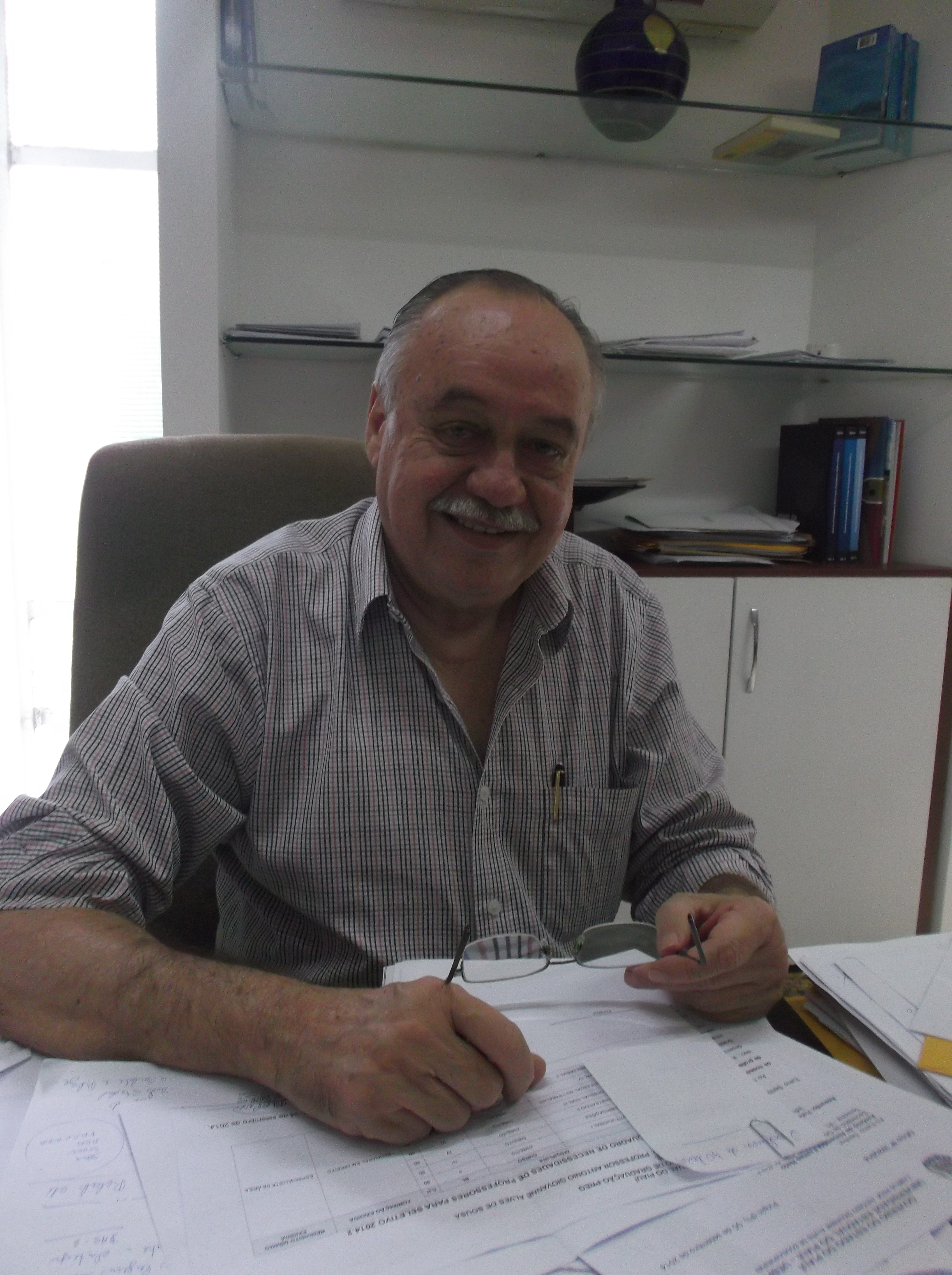
Antônio de Almendra Freitas Neto (2014)

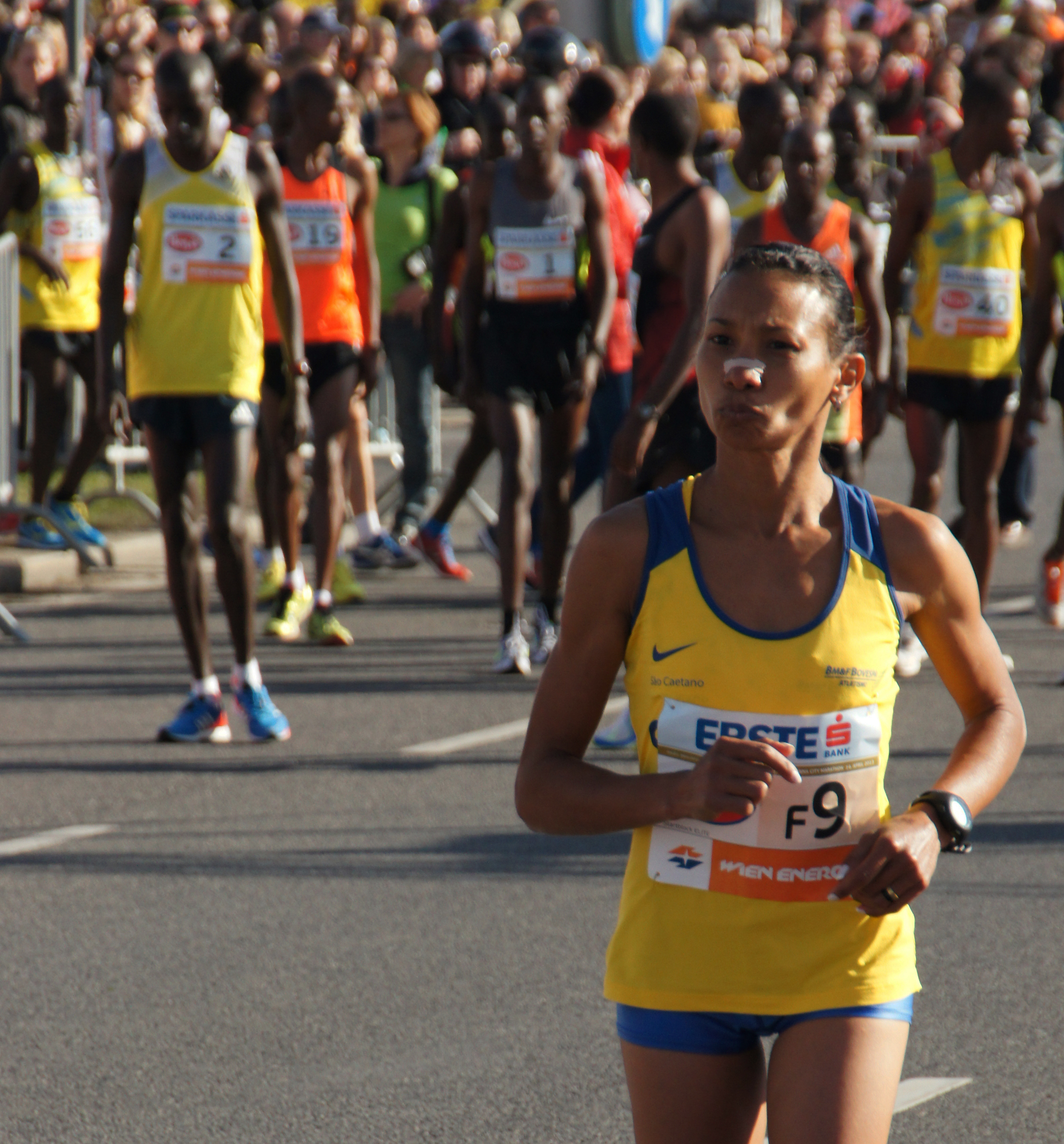
Cruz Nonata da Silva beim Vienna City Marathon 2013

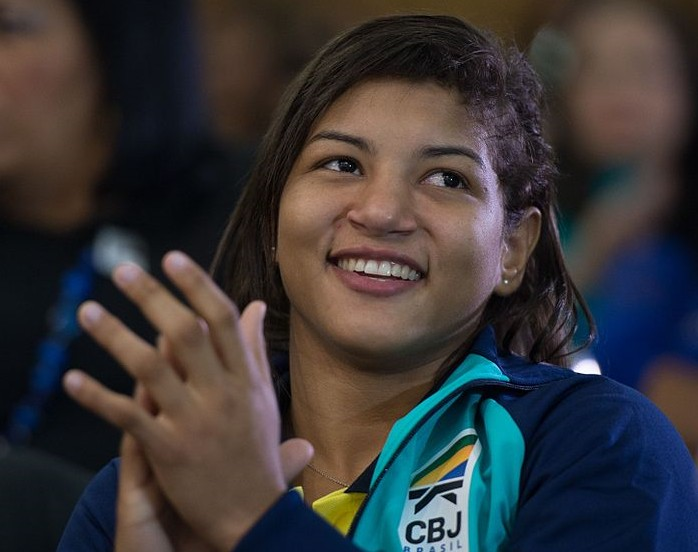
Sarah Menezes (2015)

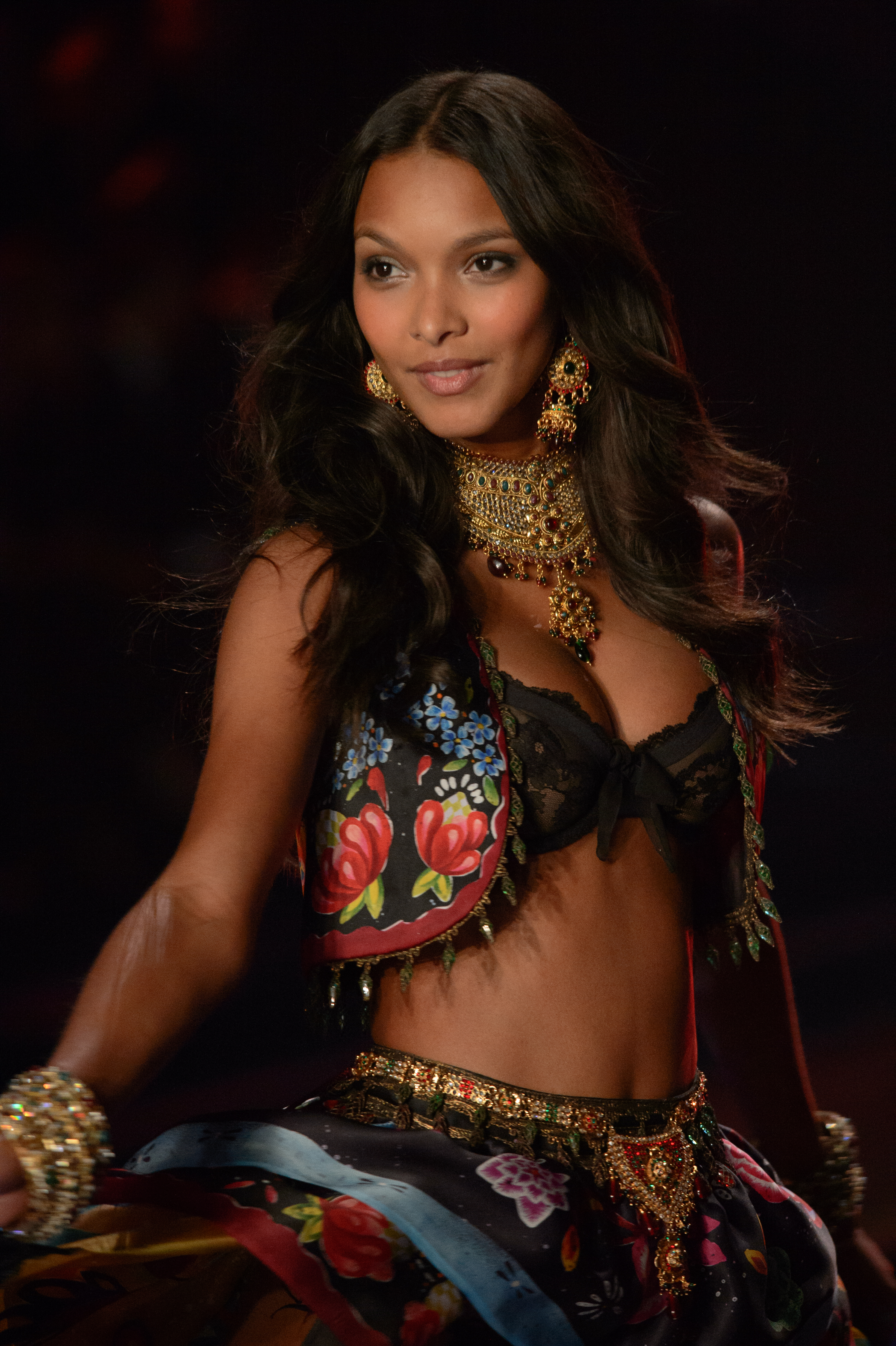
Lais Ribeiro in London (2014)

## 19. Jahrhundert
- Abdias da Costa Neves (1876–1928), Politiker
- Félix Pacheco (1879–1935), Politiker, Schriftsteller, Übersetzer und Journalist, Außenminister 1923–24

## 20. Jahrhundert
- Carlos Castelo Branco (1920–1993), Schriftsteller und Journalist
- Carlos Augusto de Figueiredo Monteiro (1927–2022), Geograph und Klimatologe
- Moreira Franco (* 1944), Politiker, seit 2011 Minister im Kabinett Dilma Rousseff
- Clésio de Sousa Ferreira (1944–2010), Musiker und Komponist
- Torquato Neto (1944–1972), vielfältiger Künstler
- Antônio de Almendra Freitas Neto (* 1947), Ökonom und Politiker, 1998 Minister unter Fernando Henrique Cardoso
- Alvacir Raposo (* 1950), Schriftsteller und Arzt
- João Henrique de Almeida Sousa (* 1950), Politiker und Rechtsanwalt, 2002–2003 Transportminister unter Fernando Henrique Cardoso
- Paulo Afonso Evangelista Vieira (* 1958), Politiker
- Cruz Nonata da Silva (* 1974), Leichtathletin
- Auricélio Neres Rodrigues (* 1976), Fußballspieler
- Gyselle Soares (* 1983), Model, Schauspielerin und Sängerin
- Diego Leonardo Silva Soares Pereira (* 1985), Fußballspieler
- Sarah Menezes (* 1990), Judoka
- Lais Ribeiro (* 1990), Model
- Crislan Henrique da Silva de Sousa (* 1992), Fußballspieler
- Felipe de Sousa Silva (* 1992), Fußballspieler
- Carol Ribeiro (* 1996), Model

## 21. Jahrhundert
- Jaqueline Lima (* 2001), Badmintonspielerin
- Juliana Viana Vieira (* 2004), Badmintonspielerin